# 奉天省 (満洲国)
奉天省（ほうてんしょう）は、満洲国にかつて存在した省。現在の遼寧省の一部に相当する。

## 歴史
1931年（民国20年）、満洲事変が勃発すると関東軍により遼寧省より改称され、省政府が奉天市に設置された。
1932年（大同元年）3月9日、満洲国国務院は省政府を省公署と改称、1934年（康徳元年）12月1日、省内を奉天省、安東省、錦州省に分割され、奉天市、遼陽県、遼中県、本渓県、撫順県、瀋陽県、鉄嶺県、開原県、新民県、法庫県、康平県、海城県、営口県、蓋平県、復県、興京県、清原県、西豊県、昌図県、梨樹県、双山県、遼源県、海竜県、輝南県、柳河県、東豊県、西安県、濛江県を管轄するようになった。
1937年（康徳4年）7月1日、輝南県、柳河県、金川県、濛江県は通化省に、1938年（康徳5年）7月1日に四平街市、海竜県、開原県、昌図県、東豊県、西豊県、西安県、双遼県、梨樹県が四平省にそれぞれ分割されている。

## 下部行政区画
満洲国崩壊直前の下部行政区画
- 奉天市
- 撫順市:1934年、撫順県城区を分離設置
- 営口市:1934年、営口県城区を分離設置
- 鞍山市:1934年、遼陽県より分離設置
- 遼陽市:1934年、遼陽県城区を分離設置
- 鉄嶺市:1934年、鉄嶺県城区を分離設置
- 本渓湖市:1934年、本渓県城区を分離設置
- 本渓県
- 鉄嶺県
- 撫順県
- 遼中県
- 新民県
- 法庫県
- 康平県
- 蓋平県
- 復県
- 興京県
- 清原県
- 海城県

## 設置
1931年、関東軍により遼寧省より改称される。

## 廃止
1945年8月、満洲国の崩壊と共に消滅し、公署は張学思の遼寧省政府に接収された。

## 歴代省長
特記なき場合『世界諸国の制度・組織・人事 : 1840-2000』による。
- 臧式毅：1932年3月9日 - 1934年11月30日
- 葆康：1934年12月1日 - 1938年7月28日
- 金栄桂：1938年7月28日 - 1942年9月28日
- 徐紹卿：1942年9月28日 - 1943年4月20日
- 于鏡濤：1943年4月20日 - 1945年3月12日
- 韋煥章：1945年3月12日 - （終戦）